# اتواسپورت
اتواسپورت (انگلیسی: Autosport) یک نشان تجاری مطبوعاتی جهانی با موضوع ورزش‌های موتوری است که در ریچموند، لندن مستقر است. اتواسپورت که در سال ۱۹۵۰ و همزمان با بنیان‌گذاری مسابقات قهرمانی جهان فرمول یک بنا نهاده شد، حدود هفتاد سال است که به‌عنوان یک نشریهٔ معتبر و ماندگار با توانایی شکل‌دهی به عقاید در دنیای مسابقات موتوری شناخته می‌شود.
اتواسپورت در سال ۱۹۵۰ در قالب یک مجلهٔ هفتگی موجودیت یافت و در سال ۱۹۹۷ با ایجاد وبگاه Autosport.com فعالیت خود را در زمینهٔ انتشار دیجیتال نیز گسترش داد. در سال ۲۰۱۶، گروه رسانه‌ای های‌مارکت اتواسپورت و کلیه سهام آن در ورزش‌های موتوری را به شبکه موتوراسپورت فروخت.